# Villamartín de Campos (kommunhuvudort)
Villamartín de Campos är en kommunhuvudort i Spanien.   Den ligger i provinsen Provincia de Palencia och regionen Kastilien och Leon, i den centrala delen av landet, 190 km norr om huvudstaden Madrid. Villamartín de Campos ligger 748 meter över havet och antalet invånare är 129.
Terrängen runt Villamartín de Campos är huvudsakligen platt, men österut är den kuperad. Runt Villamartín de Campos är det tätbefolkat, med 297 invånare per kvadratkilometer. Närmaste större samhälle är Palencia, 11,6 km öster om Villamartín de Campos. Trakten runt Villamartín de Campos består till största delen av jordbruksmark.